# Vesto Slipher
Vesto Slipher (11. studenog 1875. – 8. studenog 1969.) je bio američki astronom koji je iznio hipotezu o širenju svemira utvrdivši kod većine galaktika pomak prema crvenom.